# Автомат двухсредный специальный
АДС (Автомат Двухсредный Специальный) — российский стрелково-гранатомётный комплекс, выполненный по компоновке булл-пап и предназначенный для замены в специальных подразделениях ВМФ России автоматов АПС и АК74М.

## История
До недавнего времени он был засекречен, и демонстрировать его на публике было строго запрещено. Первые образцы амфибийного автомата были созданы на основе АСМ-ДТ «Морской Лев» и использовали специальные боеприпасы с игловидными пулями для стрельбы под водой, и стандартные патроны 5,45×39 мм. После того, как в Тульском КБ Приборостроения разработали новый патрон ПСП, идентичный по размерам «надводному» патрону 5,45×39 мм, был создан новый вариант АДС, на этот раз — на основе А-91.
В 2007 году разработка конструкции была завершена, однако в течение следующих пяти лет продолжались испытания и доводка конструкции. Автомат был впервые показан на стенде КБП на салоне МВМС-2013.

## Описание
Автомат снабжён переключателем режимов работы газоотводного механизма «вода/воздух», интегрированным 40-мм подствольным гранатомётом, комбинированными посадочными местами для всех типов прицелов.
На ствол может быть установлен прибор малошумной стрельбы или насадка для стрельбы холостыми патронами. Как и у А-91 экстракция гильз происходит при помощи специального канала вперёд, благодаря чему обеспечивается должное удобство стрельбы из автомата как правшами, так и левшами.
АДС превосходит АК74М и АПС по кучности стрельбы на воздухе и под водой соответственно.